# Cyclops vinceus
Cyclops vinceus is een eenoogkreeftjessoort uit de familie van de Cyclopidae. De wetenschappelijke naam van de soort is voor het eerst geldig gepubliceerd in 1875 door Shmankevich.